# Col d'Astazou
Le col d'Astazou (en espagnol collado de Astazu) est un col de montagne pédestre des Pyrénées à 2 951 ou 2 953 mètres d'altitude entre le département français des Hautes-Pyrénées, en Occitanie, et la province espagnole de Huesca, dans la communauté autonome d'Aragon, sur la frontière franco-espagnole.
Il relie le cirque de Gavarnie en Lavedan à la vallée de Pineta en Aragon.

## Géographie
Le col d'Astazou est situé entre le Petit Astazou (3 012 m) au nord et le pic du Marboré (3 248 m) au sud. Il surplombe le glacier Ouest du Marboré côté francais et le cylindre du Marboré à l'est.

## Protection environnementale
Le col est situé dans le parc national des Pyrénées.
Le col fait partie d'une zone naturelle protégée, classée ZNIEFF de type 1, « cirques d’Estaubé, de Gavarnie et de Troumouse », et de type 2, « haute vallée du gave de Pau : vallées de Gèdre et Gavarnie ».

## Voies d'accès
Le col est accessible par le versant ouest (versant français) par le cirque de Gavarnie, versant est (espagnol) par l'itinéraire de l'ibon du Marboré.